# 高中職社區化
高中職社區化為中華民國教育部的教育政策，為國民中學畢業生升學普通型高中、技術型高中、綜合型高中、單科型高中、五年制專科學校，推動學生適性就近入學，從社區化到均質化，目標為推動完全免試。

## 入學方式
- 免試入學：為紓緩學生升學壓力、奠定十二年國民基本教育基礎，以學區登記、國中薦送、學生申請三種模式，依國中在學成績，免參加基本學力測驗，即可進入高中職及五專就讀。
- 申請入學：提供對有特色之學校或科別具有興趣之學生就近入學鄰近高中職或直升入學，以落實高中職社區化。
- 甄選入學：為提供各類資賦優異學生、具有特殊才能或性向學生入學。
- 登記分發入學：提供非經由前兩項方式或其他經主管教育行政機關核准之方式入學學生依其志願分發入學。

## 招生比例
- 公立高中：申請入學名額以主管教育行政機關核定招生名額30%為原則，但學校同時辦理甄選入學及申請入學者，其合計名額以40%為原則。
- 公立高職：申請入學名額以主管教育行政機關核定招生名額60%為原則。
- 私立高中職：申請入學名額以主管教育行政機關核定招生名額70%為原則。
- 各校得依學校發展特色及需求，報經核准後，降低登記分發入學名額比例。

## 外部連結
- 高級中等學校均質化
- 國中畢業生多元進路宣導網站 （页面存档备份，存于）
- 國民中學學生基本學力測驗推動工作委員會
- 高中職社區化資訊網94年度
- 高中職社區化資訊網
- 明星高中與社區高中的迷思 （页面存档备份，存于）